# آریسا مینامینو
آریسا مینامینو (انگلیسی: Arisa Minamino؛ زادهٔ ۲۶ نوامبر ۱۹۹۱) بازیکن فوتبال اهل ژاپن است.